# محمد عمر طلحة
محمد عمر طلحة (بالصومالية: maxamed cumar dalxa)‏ (1954-) سياسي وأديب صومالي شغل مناصب سياسية رفيعة من ضمنها منصب النائب الأول لرئيس البرلمان الاتحادي الانتقالي في الصومال (2004 - 2010)، ووزير الشؤون الاجتماعية.

## النشأة وتحصيله العلمي
وُلد محمد عمر طلحة عام 1954 في بلدة ونلوين بمحافظة شبيلي السفلى وحفظ فيها القرآن الكريم حتى عام 1963، تخرج من الابتدائية عام 1972 والثانوي عام 1978، ثم التحق بكلية اللغات في الجامعة الوطنية الصومالية، وحصل على شهادة البكالوريوس في الآداب عام 1982، في عام 1987 حصل على الدبلوم العالي والماجستير في الآداب من معهد الخرطوم الدولي للغة العربية.

## حياته المهنية

### في الخدمة الاجتماعية
عمل طلحة مديرا لمشروع دمنيو الإنمائي في الفترة ما بين 1974 و1984، وعمل أستاذا في كلية الصحافة والإعلام بالجامعة الوطنية الصومالية في الفترة ما بين 1985 و1987، وعمل محاضرا في كلية كلية اللغات بالجامعة نفسها بين عامي 1989 و1991، في 2006 عُين عضوا في الاتحاد البرلماني العربي، وفي نفس العام اختير سفيرا للسلام من قبل اتحاد السلام العالمي، واختير عضوا في الاتحاد عام 2011.

### في السياسة
في عام 1991 كان طلحة عضو مؤسس في في المنظمة الصومالية الإفريقية سامو (saamo)، واختير الأمين العام للمنظمة عام 1994، في الفترة ما بين 2001 و2003، شغل منصب الأمين العام لمجلس المصالحة والإصلاح الصومالي [الإنجليزية].
في عام 2003 شغل طلحة مقعدا في البرلمان الاتحادي الانتقالي الصومالي، و في سبتمبر 2004 اختير لمنصب النائب الأول لرئيس مجلس الشعب الصومالي، وشغل المنصب حتى عام 2010.
احتفظ محمد عمر طلحة بمقعده في مجلس الشعب الفيدرالي الصومالي، حتى عام 2022، في الانتخابات البرلمانية الصومالية 2021-2022 [الإنجليزية] أخرجت لجنة الانتخابات الفيدرالية (SEIT) اسم طلحة من قائمة المرشحين لشغل المقعد، واتهم طلحة اللجنة بمخالفة النظام المعمول به.

## مؤلفاته
- الأدب والمسرحية  في الصومال  ودورهما  في نشر اللغة العربية (2012).[21][22]